# Petrosia ushitsuensis
Petrosia ushitsuensis är en svampdjursart som beskrevs av Tanita 1963. Petrosia ushitsuensis ingår i släktet Petrosia och familjen Petrosiidae. Inga underarter finns listade i Catalogue of Life.